# 内田洋一
内田 洋一（うちだ よういち、1960年 - ）は、日本のジャーナリスト、演劇評論家。

## 略歴
東京生まれ。1983年早稲田大学政治経済学部卒、日本経済新聞に入る。社会部を経て1984年より文化部、1993-1995年大阪本社勤務を経て東京本社文化部編集委員。多摩美術大学非常勤講師。日本の現代演劇についての著作がある。

## 著書
- 『あの日、突然遺族になった 阪神大震災の十年』白水社 2004
- 『風の天主堂』日本経済新聞出版社 2008
- 『現代演劇の地図』晩成書房 2010
- 『危機と劇場』晩成書房 2016
- 『風の演劇 評伝別役実』白水社 2018

### 編著
- 『阪神大震災は演劇を変えるか』内田洋一・九鬼葉子・瀬戸宏編集．晩成書房　1995
- 『野田秀樹』 (日本の演劇人)』責任編集. 白水社 2009